# Benjamin Baillaud
Pour les articles homonymes, voir Baillaud.
 (juin 2021).
Édouard-Benjamin Baillaud, né le 14 février 1848 à Chalon-sur-Saône et mort le 8 juillet 1934 à Toulouse, est un astronome français.

## Biographie
Benjamin Baillaud fait ses études à l'École normale supérieure qu'il intègre en 1866. Après son agrégation de mathématiques obtenue en 1869, il devient, en 1872, élève-astronome à l'observatoire de Paris, puis soutient une thèse de doctorat à la faculté des sciences de Paris en 1876. En 1878, il prend la direction de l'observatoire de Toulouse qu'il réorganise et développe fortement. Il engage notamment l'observatoire dans le projet Carte du Ciel en 1887. Il se spécialise dans la mécanique céleste, en particulier le mouvement des satellites de Saturne.
En 1901, l'observatoire de Toulouse choisit d'implanter une station astronomique au sommet du pic du Midi dans les Pyrénées. Le choix n'est pas le fruit du hasard. Au sommet du pic du Midi, un établissement scientifique existe depuis 1878, date au cours de laquelle débutent les travaux de construction d'un observatoire à 2 877 mètres. Le projet est mené par le général Champion de Nansouty, l'ingénieur Célestin-Xavier Vaussenat et la Société Ramond. L'observatoire du Pic du Midi, initialement consacré à la météorologie s'ouvre à toutes les sciences et en particulier l'astronomie. Rapidement la qualité du site est connue des astronomes.
Parallèlement celle du site de la colline de Jolimont est perturbée par les brumes de la Garonne et les fumées de la ville. Bref, pour le directeur de l'observatoire de Toulouse il apparaît urgent de trouver un nouveau site pour y installer des instruments. Après avoir mené une prospection de lieux idoines, Benjamin Baillaud opte pour le pic du Midi. En 1906 et 1907, il fait construire une coupole au sommet du pic du Midi et y fait monter (22 caisses de 350 à 700 kg) un télescope équatorial de 6 mètres de foyer.
En 1908, il devient directeur de l'observatoire de Paris. Parallèlement, il est élu membre de l'Académie des sciences le 24 février 1908 (section d'astronomie) et devient membre du Bureau des longitudes. À l'observatoire, il relance le projet Carte du Ciel en organisant une conférence animée par des chanteurs de l'opéra de Paris et fournie en vin par le directeur de l'observatoire de Bordeaux. Bien que le gouvernement français soit d'accord pour financer le projet, il devient clair que les objectifs fixés sont irréalistes. De 1909 à 1911, il est président de la Société astronomique de France.
Benjamin Baillaud œuvre également activement pour la standardisation de l'heure. Il participe à la création du Bureau international de l'heure en 1913, et en devient le président.
Il devient en 1919 le président fondateur de l'Union astronomique internationale et reçoit la médaille Bruce en 1923. Il prend sa retraite de l'observatoire de Paris en 1926.
Deux de ses enfants seront eux-mêmes astronomes : Jules Baillaud (1876-1960) – qui sera directeur de l'observatoire du Pic du Midi de 1937 à 1947 – et René Baillaud (1885-1977). Ce dernier est connu pour son paraboloïde, tel que défini par le Larousse du XXe siècle (1932, p. 361) : « Appareil employé dans le tir au son de l'artillerie de défense contre aéronefs pour déterminer la position d'un avion non visible dont on entend le bruit du moteur ». René Baillaud fut directeur de l'observatoire de Besançon.

## Décorations
Grand-officier de la Légion d'honneur, Benjamin Baillaud était également officier de l'Instruction publique, membre (1re classe) de l'ordre de la Couronne (Roumanie) et de l'ordre de Saint-Stanislas (Russie).

## Hommages
Un cratère sur la Lune porte son nom, de même que deux astéroïdes (1280) Baillauda et (11764) Benbaillaud.
La rue Benjamin-Baillaud, à Toulouse, a reçu son nom en 1936. Elle se trouve à proximité de l'observatoire de la ville, qu'il a dirigé.

## Publications
- Distribution des prix du lycée de Saint-Quentin. Discours prononcé par M. B. Baillaud... impr. de J. Vidallet, (1871), 16 pages
- Exposition de la méthode de M. Gylden pour le développement des perturbations des comètes. Suivi de Propositions données par la faculté, Paris, Gauthier-Villars, 1876, [numérisé par la Bibliothèque universitaire Pierre-et-Marie-Curie (BUPMC)]
- Thèses de mathématiques, L. et J.-M. Douladoure (1876) - 108 pages
- Sur la méthode de Hansen pour la détermination des perturbations absolues des petites planètes, 4 pages (1878)
- Sur une transformation trigonométrique employée par Hansen dans la théorie des perturbations, 7 pages (1878)
- Détermination des éléments des orbites des cinq satellites intérieurs de Saturne, Éd. Gauthier-Villars (1886)
- Sur le calcul numérique des intégrales définies, Éd. Gauthier-Villars (1886)
- Recherches complémentaires sur le développement de la fonction pertubatrice[5], (1888)
- Cours d'astronomie à l'usage des étudiants des facultés des sciences, Éd. Gauthier-Villars 1re partie (1893), 2e partie (1896)
- Discours prononcé à la séance générale du Congrès, le 8.4.1899, Imprimerie nationale (1899), 22 pages
- Congrès des sociétés savantes à Toulouse, Imprimerie nationale (1899), 64 pages
- Mémoire sur les quadratures mécaniques de rangs quelconques, Éd. Gauthier-Villars, 38 pages (1899)
- Étude du climat de Toulouse de 1863 à 1900, (1902), 444 pages
- Comparaison des catalogues méridiens de Toulouse et de Leipzig ; congrès de Montauban (1902)
- Climat de Toulouse, extrait des Comptes rendus de l'Association française pour l'avancement des sciences, congrès de Montauban, 1902. Hôtel des sociétés savantes (1902)
- Application du photomètre à coin à la détermination des grandeurs photographiques des pléiades, Extrait des « Comptes rendus de l'Association française pour l'avancement des sciences », Congrès de Montauban, 1902
- Cartes autographiées, université de Toulouse. Observatoire, F. Rossard, L. Montangerand, Benjamin Baillaud, Douladoure-Privat, (1904) - 3 pages. secrétariat de l'Association (1903)
- Correspondance d'Hermite et de Stieltjes, Éd. Gauthier-Villars, (1905) - Mathématiques
  - 8 novembre 1882 - 22 juillet 1889, collaboration, Éd. Gauthier-Villars, (1905), 477 pages
  - 18 octobre 1889 - 15 décembre 1894, collaboration, Éd. Gauthier-Villars, (1905), 464 pages
- Notice sur les travaux scientifiques de M. B. Baillaud, Privat (Toulouse), 1907, texte en ligne disponible sur LillOnum
- Annales de l'Observatoire de Paris, collaboration, Éd. Gauthier-Villars, (1908)
- La Revue scientifique (Revue rose) (1910), 617 pages
- L'Astronomie, par B. Baillaud, Larousse (1915), 41 pages
- Un demi-siècle de civilisation française (1870-1915), Éd. Hachette et Cie, (1916) - Voyage, 472 pages
- Rapport relatif aux signaux horaires émis de L'Observatoire de Paris, Imprimerie Gauthier-Villars, 132 pages (1918)
- De la méthode dans les sciences, Baillaud, Borel... Librairie Félix Alcan, coll. «Nouvelle collection scientifique», (1911)[6]
- Rapport adressé au conseil dans sa séance du 3 mars 1921 sur la nécessité de la création d'une succursale de l'Observatoire en dehors de la ville, Impr. Nationale, 28 pages(1920)
- Inauguration du monument de l'amiral Mouchez, membre de l'Académie des sciences, au Havre, le dimanche 17 juillet 1921. Gauthier-Villars (1921), 8 pages
- Henri Andoyer, 1862-1929, Journal des observateurs, (1929), 6 pages
- Histoire de l'astronomie de position (1933)
- Application de la méthode de MM. P. et Pr Henry à la réduction des clichés photographiques du catalogue international à l'Observatoire de Toulouse, Impr. de Douladoure-Privat, 21 pages